# Marek Staszak
Marek Staszak (ur. 6 kwietnia 1957 we Wrześni) – polski prawnik, prokurator, radca prawny, adwokat, były członek Trybunału Stanu, w latach 2001–2003 podsekretarz stanu w Ministerstwie Sprawiedliwości, w latach 2007–2009 prokurator krajowy, przewodniczący Krajowej Rady Prokuratury.

## Życiorys
Absolwent Wydziału Prawa i Administracji Uniwersytetu im. Adama Mickiewicza w Poznaniu (1980). Po ukończeniu studiów pracował w prokuraturze rejonowej w Międzyrzeczu. Był prokuratorem Prokuratury Rejonowej w Środzie Wielkopolskiej w latach 1985–1989. Następnie praktykował jako radca prawny oraz adwokat. W latach 1993–1997 zasiadał w Trybunale Stanu z rekomendacji PSL. Od 1996 do 2001 kierował biurem prawnym Telewizji Polskiej.
Zajmował stanowisko podsekretarza stanu w Ministerstwie Sprawiedliwości w okresie, gdy kierowali nim Barbara Piwnik i Grzegorz Kurczuk (2001–2003). Od 2003 był prokuratorem Prokuratury Krajowej.
W listopadzie 2007 został powołany na stanowisko prokuratora krajowego, które zajmował do stycznia 2009. Pracował następnie w Prokuraturze Generalnej. W październiku 2015 wybrany na przewodniczącego Krajowej Rady Prokuratury, która zakończyła działalność w marcu 2016. Po likwidacji Prokuratury Generalnej został przesunięty do jednej z warszawskich prokurator rejonowych.